# Karol de Berry
Karol de Valois (ur. 28 grudnia 1446 w Tours, zm. 12 maja 1472 w Bordeaux) – książę de Berry, Normandii i Gujenny, młodszy syn króla Francji Karola VII i Marii, córki Ludwika II, księcia Andegawenii. Młodszy brat króla Ludwika XI.
W 1461 r. otrzymał od Ludwika XI jako apanaż księstwo de Berry. Ambitnego Karola to nie usatysfakcjonowało i zaczął spiskować przeciwko starszemu bratu. W maju 1465 r., razem z Karolem, hrabią de Charolais, Franciszkiem II, księciem Bretanii, i innymi wielkimi możnowładcami utworzył Ligę Dobra Publicznego, która rozpoczęła wojnę z Ludwikiem XI.
Tzw. "wojna Dobra Publicznego" zakończyła się w październiku traktatem w Conflans, podpisanym między Ludwikiem a Karolem de Charolais. Królewski brat utracił wprawdzie Berry, ale jako rekompensatę otrzymał tytuł księcia Normandii (był ostatnim już posiadaczem tego tytułu). Karol nie radził sobie jednak w zarządzaniu Normandią, w czym dodatkowo przeszkadzał mu konflikt z Franciszkiem Bretońskim. W 1466 r. Ludwik XI wysłał królewską armię do Normandii, która przepędziła Karola. Książę, teraz już pogodzony z Franciszkiem, uciekł do Bretanii.
Pozostał tam do września 1468 r., kiedy razem z Franciszkiem podpisał traktat w Ancenis z Ludwikiem, w którym obaj zobowiązali się zaprzestać popierania hrabiego de Charolais, teraz już księcia Burgundii. W październiku jednak Ludwik został pojmany przez Burgundczyka i na zjeździe w Péronne obiecał nadać bratu Szampanię jako rekompensatę za Normandię. Ludwik nie wywiązał się jednak z tej obietnicy.
Bracia pogodzili się jednak w kwietniu 1469 r. i Karol otrzymał tytuł księcia Gujenny. W tym samym czasie ogłoszono jego zaręczyny z Marią, jedyną córką i dziedziczką Karola Burgundzkiego. Ludwik nie miał zamiaru popierać tego mariażu. Wysłał nawet posłów do papieża Pawła II, aby nie została wydana dyspensa, konieczna z powodu zbyt bliskiego pokrewieństwa przyszłych małżonków. Poselstwo jednak nic nie zdziałało i papież dyspensy udzielił. Do zawarcia małżeństwa jednak nie doszło.
1 sierpnia 1469 r. Karol został jednym z pierwszych kawalerów nowo utworzonego orderu św. Michała.
Karol zmarł nagle w Bordeaux w 1472 r. Przyczyną jego śmierci była prawdopodobnie gruźlica lub też choroba weneryczna, którą mógł zarazić się od swojej kochanki, Colette de Chambres. Po jego śmierci wszystkie tytuły powróciły do domeny królewskiej, gdyż Karol nie pozostawił po sobie legalnego potomstwa. Miał tylko dwie nieślubne córki ze związku z Colette de Chambres: 
- Joannę de Guyenne, która została zakonnicą,
- Annę de Guyenne, żonę François de Volvyre, pana de Ruffec.